# Vlag van Ammerstol

Vlag van de gemeente Ammerstol (1982-1985)

De vlag van Ammerstol is op 18 maart 1982 bij raadsbesluit vastgesteld als de officiële vlag van de Zuid-Hollandse gemeente Ammerstol. De vlag kan als volgt worden beschreven:
Drie banen van blauw, wit en blauw, met een hoogteverhouding van 3:2:3; in de broektop een witte klimmende leeuw naast een afgewende gele zalm, de kop naar boven gericht.
De witte baan in de vlag stelt de Lek voor, ten noorden waarvan zich Ammerstol bevindt. In de broektop zijn de stukken uit het gemeentewapen geplaatst. Het ontwerp van de vlag was afkomstig van de Hoge Raad van Adel.
In 1985 ging Ammerstol op in de gemeente Bergambacht. De vlag kwam daardoor als gemeentevlag te vervallen. De zalm uit het wapen werd in de schildvoet van het wapen van Bergambacht geplaatst. Sinds 1 januari 2015 valt Ammerstol onder de gemeente Krimpenerwaard.

## Verwante afbeeldingen

Het wapen van Ammerstol
De vlag van Bergambacht met het gemeentewapen

Alkemade 
· Ameide 
· Ammerstol 
· Arkel 
· Asperen 
· Benthuizen 
· Bergambacht 
· Bergschenhoek 
· Berkel en Rodenrijs 
· Bernisse 
· Binnenmaas 
· Bleiswijk 
· Bleskensgraaf en Hofwegen
· Bodegraven 
· Boskoop
· Brielle 
· Cromstrijen 
· De Lier 
· Delfshaven 
· Dirksland 
· Everdingen 
· Geervliet 
· Giessenburg 
· Giessenlanden
· Goedereede 
· Goudswaard 
· Graafstroom 
· 's-Gravendeel 
· 's-Gravenzande 
· Groot-Ammers
· Hagestein 
· Haastrecht 
· Hazerswoude 
· Heenvliet 
· Heerjansdam 
· Hei- en Boeicop
· Heinenoord
· Hellevoetsluis 
· Hillegersberg
· Jacobswoude
· Kamerik
· Korendijk
· Koudekerk aan den Rijn
· Krimpen aan de Lek
· Langerak
· Leerdam
· Leidschendam
· Leimuiden
· Lexmond
· Liemeer
· Liesveld
· Maasland
· Middelharnis
· Mijnsheerenland
· Moerhuizen
· Moerkapelle
· Molenwaard
· Monster
· Moordrecht
· Naaldwijk
· Nederlek
· Nieuw-Beijerland
· Nieuwerkerk aan den IJssel
· Nieuw-Lekkerland
· Nieuwpoort
· Nieuwveen
· Noordwijkerhout
· Nootdorp
· Numansdorp
· Oostflakkee
· Oostvoorne
· Oud-Alblas
· Oud-Beijerland 
· Oude-Tonge 
· Oudenhoorn 
· Ouderkerk 
· Ouderkerk aan den IJssel
· Overschie
· Piershil 
· Pijnacker 
· Poortugaal 
· Puttershoek 
· Reeuwijk 
· Rhoon 
· Rijnsaterwoude 
· Rijnsburg 
· Rijnwoude 
· Rockanje 
· Rozenburg 
· Sassenheim 
· Schelluinen 
· Schipluiden 
· Schoonhoven 
· Schoonrewoerd 
· Sommelsdijk 
· Spijkenisse 
· Streefkerk 
· Strijen 
· Ter Aar 
· Valkenburg 
· Vianen 
· Vierpolders 
· Vlist 
· Voorburg 
· Voorhout 
· Warmond 
· Wateringen 
· Westmaas 
· Westvoorne 
· Woerden 
· Woubrugge 
· Zederik 
· Zevenhoven 
· Zevenhuizen 
· Zevenhuizen-Moerkapelle 
· Zuid-Beijerland 
· Zuidland 
· Zwammerdam 
· Zwartewaal